# 歴史を教訓に平和への決意を新たにする決議
歴史を教訓に平和への決意を新たにする決議（れきしをきょうくんにへいわへのけついをあらたにするけつぎ）は、1995年（平成7年）6月9日に、衆議院本会議で可決された国会決議。終戦五十年決議（しゅうせんごじゅうねんけつぎ）、不戦決議（ふせんけつぎ）とも呼ばれる。当時の村山内閣（自社さ連立政権）の与党である自由民主党・自由連合・日本社会党・護憲民主連合および新党さきがけの院内会派3派により共同提出されたが、日本社会党と土井たか子衆議院議長の主導で採択が行われた。衆議院議員502人のうち251人が出席し、230人の賛成（起立採決）により可決された。
この決議は後の村山談話に繋がることとなった。

## 概要
1995年（平成7年）は終戦から50年の節目となることから、先の大戦を総括する動きが活発になっていた。この決議もその一連の動きの中で行われたものとされる。
日本社会党が最初に提出した決議草案は、当時連立内閣を組んでいた自由民主党などの反発にあい、表現の修正を余儀なくされた。修正案は相互に譲歩した表現とされたものの、決議自体に反対する議員も多く、全会一致で可決されることの多いこの種の決議としては異例の大量欠席者を出し、賛否が拮抗する決議となった。
採択当日は「本日は採択しない」という通知があり、多くの議員が退席したが、土井は突如不意打ちで議会再開のベルを鳴らした。
結局、与党議員70人を含む241人が欠席するという異例の事態の中、251人が出席し、230人の賛成（起立採決）により可決された。
与党の欠席議員70人のうち、50人は「斯様な議決はそもそも不要」とする保守派の自民党議員で、14人は「修正案が譲歩しすぎている」とする社会党議員。
野党は、新進党に所属する議員141人が欠席し、日本共産党に所属する議員14人は「より率直に謝罪を表明する表現」を求めて反対した。与党からも欠席者を多数出した。
強制採決を受け、野党から議長の土井と副議長の鯨岡兵輔、議院運営委員長の中村正三郎の不信任決議案が提出された（自民党、社会党などの反対多数で否決）
参議院でも同様の決議を提出する機会があったが、自民党参議院幹事長の村上正邦らが強硬に抵抗したことで、提出を見送られた。
2005年（平成17年）8月2日に衆議院本会議で可決された「国連創設及びわが国の終戦・被爆六十周年に当たり、更なる国際平和の構築への貢献を誓約する決議」（終戦六十周年決議）の中では、「われわれは、ここに十年前の「歴史を教訓に平和への決意を新たにする決議」を想起し、わが国の過去の一時期の行為がアジアをはじめとする他国民に与えた多大な苦難を深く反省し、あらためてすべての犠牲者に追悼の誠を捧げるものである。」として引用されている。
この終戦六十周年決議は、自由民主党・公明党・民主党・社会民主党などの賛成多数で可決されている。なお、この決議においても自由民主党では北朝鮮に拉致された日本人を早期に救出するために行動する議員連盟で拉致問題に力を入れていた安倍晋三や平沼赳夫や民主党などから10人ほどの欠席者を出し、前回と同じ理由で日本共産党は反対した。

## 原文
決議本文
決議を受けた村山富市内閣総理大臣からの発言
| 「 | 本日、戦後五十周年に当たり、国会が歴史を教訓に平和への決意を新たにする決議をされたことを真摯に受けとめたいと考えます。 戦後五十周年を迎えるに当たっての政府の基本的な考え方は、私の談話や所信表明等で明らかにしたとおりであり、今回の御決議と軌を一にしたものと考えています。政府としては、過去の歴史を教訓にしつつ平和への決意を新たにするという御決議の趣旨を今後の我が国の施策に生かしていくべく努力をしてまいりたいと考えます。 私は、この機会に、国内外の犠牲者に深い哀悼の意を表明するとともに、過去に対する深い反省の念に立って、世界平和の創造に向け力を尽くしていかねばならないという私自身の決意を改めて申し述べておきたいと考えます。 以上です。 | 」 |